# Donombéné
Donombéné est une commune située dans le département de Pobé-Mengao, dans la province du Soum, région du Sahel, au Burkina Faso.